# Cleobi e Bitone
Nella mitologia greca, Cleobi e Bitone erano i figli di Cidìppe o di Teano, una sacerdotessa di Era della città di Argo.
Ne esiste una famosa coppia di statue nel Museo archeologico di Delfi.

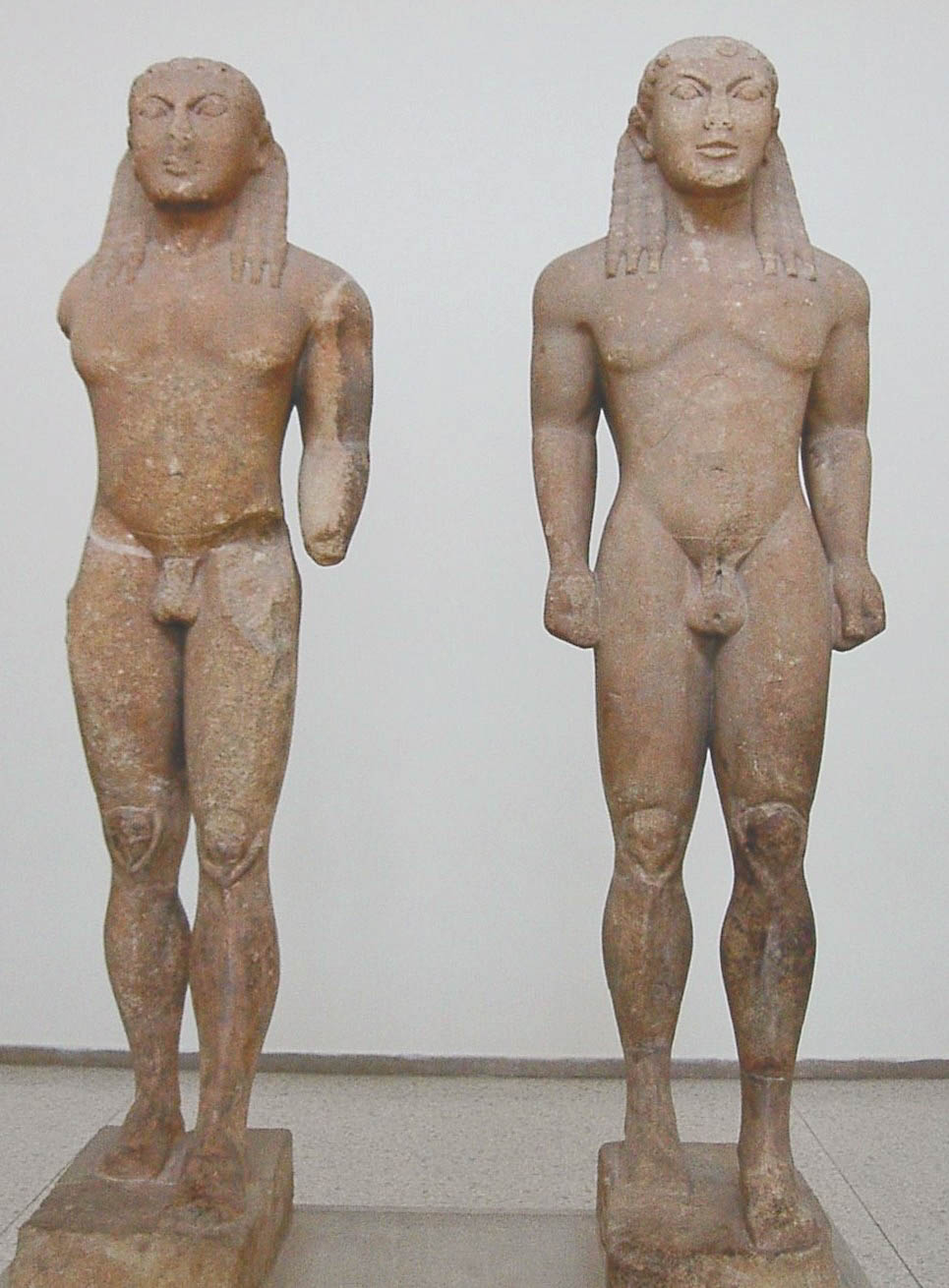
Kleobis e Biton (Delfi), 600-580 a.C. ca., marmo, statua inv. 467 (a destra): h 216 cm, con la base h 235 cm. Delfi, Museo Archeologico.

## Nel mito
Durante una festa in onore alla dea Era, la loro madre doveva essere condotta al tempio per la celebrazione dei riti. Poiché non c'erano buoi disponibili, Cleobi e Bitone trainarono il carro al loro posto per cinque miglia (precisamente per 45 stadi, circa 8,3 km/5,1 miglia).
La madre, commossa per tanta devozione mostrata, pregò la dea di elargire ai figli il dono più grande che si potesse dare a dei comuni mortali; la dea allora li fece cadere entrambi in un sonno piacevole ed eterno. Nelle Storie di Erodoto viene narrato che per questa azione Solone, interrogato dal re Creso su chi fosse il più fortunato degli uomini, pose i due fratelli al secondo posto, dopo Tello di Atene.

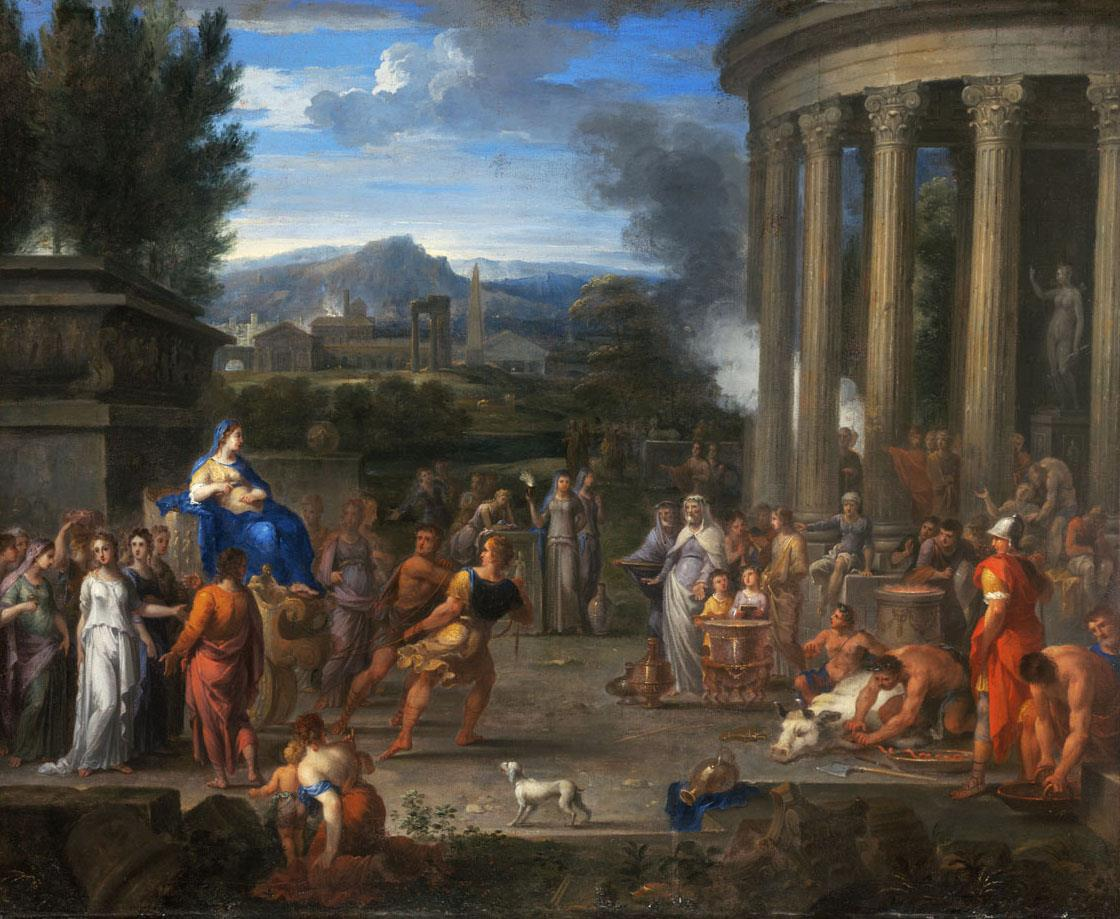
Cleobis e Biton, di Nicolas-Pierre Loir